# Football Club Turris 1944 2000-2001
Questa pagina raccoglie le informazioni riguardanti la Football Club Turris 1944 nelle competizioni ufficiali della stagione 2000-2001.

## Rosa
| N. |                   | Ruolo | Calciatore          |
| -- | ----------------- | ----- | ------------------- |
|    | Italia (bandiera) | D     | Luca Barbini        |
|    | Italia (bandiera) | D     | Giorgio Bertolone   |
|    | Italia (bandiera) | C     | Giuliano Camporese  |
|    | Italia (bandiera) | C     | Domenico Cannalonga |
|    | Italia (bandiera) | C     | Vincenzo Coppola    |
|    | Italia (bandiera) | D     | Simone Dei Medici   |
|    | Italia (bandiera) | A     | Pietro Dell'Orzo    |
|    | Italia (bandiera) | A     | Felice Evacuo       |
|    | Italia (bandiera) | A     | Giacomo Galli       |
|    | Italia (bandiera) | A     | Alessandro Iavarone |
|    | Italia (bandiera) | C     | Emiliano Maddè      |
|    | Italia (bandiera) | D     | Vincenzo Manzo      |
|    | Italia (bandiera) | P     | Benedetto Maresca   |
|    | Italia (bandiera) | P     | Vincenzo Marinacci  |

| N. |                   | Ruolo | Calciatore               |
| -- | ----------------- | ----- | ------------------------ |
|    | Italia (bandiera) | D     | Pasquale Matarese        |
|    | Italia (bandiera) | A     | Gianni Matticari         |
|    | Italia (bandiera) | D     | Elio Migliaccio          |
|    | Italia (bandiera) | D     | Acibiade Cipriano Morano |
|    | Italia (bandiera) | D     | Andrea Persia            |
|    | Italia (bandiera) | C     | Francesco Pinto          |
|    | Italia (bandiera) | C     | Roberto Ragone           |
|    | Italia (bandiera) | C     | Maurizio Rizzioli        |
|    | Italia (bandiera) | D     | Antonio Ruggiero         |
|    | Italia (bandiera) | C     | Raffaele Scala           |
|    | Italia (bandiera) | A     | Massimo Scarpa           |
|    | Italia (bandiera) | C     | Luciano Stazi            |
|    | Italia (bandiera) | P     | Diego Tavani             |

## PLAY-OUT

### andata
| Arbitro: | Tonolini (Milano) |

|               |           |  |
| 21’ Bertolone | Marcatori |  |

### ritorno
| Arbitro: | Ferraro (Crotone) |

|                                  |           |                         |
| 5’ Voza 67’ Colonna 90’ Saladino | Marcatori | 50’ Dell'Orzo 89’ Scala |